# Marcolino Moco
Marcolino José Carlos Moco est un homme d'État angolais né le 19 juillet 1953 à Ekunha dans la province de Huambo. Il est premier ministre du 2 décembre 1992 au 3 juin 1996.

## Biographie
En 1986, le président José Eduardo dos Santos amorce un renouvellement des cadres politiques angolais et nomme, entre autres, Moco au poste de gouverneur de la province de Bié en avril.
Moco est ministre de la Jeunesse et des Sports entre 1989 et 1992. Moco est ensuite secrétaire général du MPLA, le parti dirigeant en Angola.
Il est nommé Premier ministre de l'Angola fin novembre 1992 en remplacement de Fernando José de França Dias Van-Dúnem. Moco forme son gouvernement le 2 décembre 1992. Dans le cadre du processus de paix en Angola pour mettre fin à la guerre civile entre le MPLA et l'UNITA, le nouveau gouvernement comprend donc, après négociations, 5 ministres (ou vice-ministres) membres de l'UNITA,. Le gouvernement d'unité nationale est toutefois de courte durée : la police angolaise, puis l'armée (contrôlées par le MPLA) lancent une offensive contre l'UNITA dès janvier 1993. Le nouveau gouvernement Moco dure alors jusqu'au 3 juin 1996.
En 1996, Moco devient le premier secrétaire exécutif de la Communauté des pays de langue portugaise. Il est remplacé en 2000 par la Brésilienne Dulce Maria Pereira.